# Файтельберг-Бланк, Виктор Рафаилович
Ви́ктор Рафаи́лович Фа́йтельберг-Бланк (3 июля 1934, Капустяны, Винницкая область — 6 марта 2011, Одесса) — советский и украинский физиолог, доктор медицинских наук; историк, писатель, журналист и публицист. 

## Биография
В 1957 году окончил лечебный факультет Одесского медицинского института, затем — аспирантуру (научный руководитель проф. А. И. Войнар, биохимик) и докторантуру (научный руководитель проф. В. Н. Черниговский).
В 1965—1969 годы заведовал кафедрой патологии Целиноградского медицинского института и одновременно — в сельскохозяйственном институте.
В конце 1960-х вернулся в Одессу и возглавил самую крупную в СССР кафедру — кафедру физиологии Одесского сельскохозяйственного института, коллектив которой насчитывал 134 человека. Тогда же профессор организовывает Всесоюзные научные конференции по проблемам воздействия техногенных агентов (в первую очередь электромагнитных полей и различных излучений) на живой организм, вызвавшие большой интерес в научном мире.
В 1979 году выступил в защиту «опальных» и преследуемых учёных страны, в результате чего как «пособник Сахарова на юге Украины» был лишён возможности заниматься научной и преподавательской деятельностью «вследствие растлевающего влияния на умы молодёжи». Оставил должность заведующего кафедрой и посвятил себя клинической и литературной работе. Занимался частной практикой.
Президент общественной организации «Поиск», занимающейся розыском пропавших без вести граждан Одесской области, реабилитацией жертв сексиндустрии и наркобизнеса. Председатель областного — регионального комитета партии мира и единства.
Скончался 6 марта 2011 года после продолжительной болезни. Похоронен на еврейском кладбище Одессы.

### Семья
Отец — Рафаил Осипович Файтельберг (1902—1998), физиолог, профессор, академик.
Мать — Людмила Александровна Бланк, кандидат медицинских наук, заведующая диагностической лабораторией в Одесском институте стоматологии.
В. Файтельберг-Бланк утверждал, что по материнской линии состоял в родстве с Владимиром Ульяновым (Лениным), однако подтверждений этому факту нет. В многочисленных ток-шоу на российских каналах в качестве «родственника Ленина» он выступал за его захоронение.

## Научная деятельность
В 1959 году защитил кандидатскую, в 1965 — докторскую диссертацию.
Президент Одесской медико-фармацевтической ассоциации имени академика Богомольца. Академик естественных наук Высшей школы Украины по Одесскому филиалу (1997), академик Международной академии духовного единства мира (1999).
Подготовил 27 кандидатов и 2 докторов наук. Автор более 300 научных работ.

### Избранные труды
- Баран Л. А., Цапенко В. Ф., Файтельберг-Бланк В. Р. Электрофизиологические особенности функционального состояния мозга в экстремальных условиях. — Киев: О-во «Знание» УССР, 1979. — 22 с. — 299 экз.
- Гуска Н. И., Файтельберг-Бланк В. Р. Физиология и патология плевры / Под ред. М. В. Сергиевского. — Кишинев: Штиинца, 1978. — 196 с. — 2185 экз.
- Файтельберг-Бланк В. Р. Влияние физических стимуляторов на организм животных : Лекция / Одес. с.-х. ин-т. — Одесса: Б. и., 1972. — 87 с. — 1000 экз.
- Файтельберг-Бланк В. Р. Исследование всасывательной способности плевры при различных состояниях организма с помощью меченых атомов: Автореф. дис. … канд. мед. наук. — Сталино: [б. и.], 1959. — 26 с.
- Файтельберг-Бланк В. Р. Исследование физиологических механизмов действия высокочастотных физических агентов на процессы всасывания в желудочно-кишечном тракте: Автореф. дис. … д-ра мед. наук. — Л.: [б. и.], 1965. — 31 с.
- Файтельберг-Бланк В. Р. Лекции по патологической физиологии : (Общая и молекулярная патофизиология) / Одес. с.-х. ин-т. Кафедра патол. физиологии. — Одесса: Б. и., 1970. — 172 с. — 1000 экз.
- Файтельберг-Бланк В. Р. Молекулярная биология и ветеринарная патофизиология : (Учеб. пособие) / Одес. с.-х. ин-т. — Одесса: Б. и., 1976. — 212 с. — 2000 экз.
- Файтельберг-Бланк В. Р. Физиологические механизмы действия высокочастотных физических агентов на пищеварение. — Л.: Наука, 1970. — 172 с. — 1700 экз.
- Файтельберг-Бланк В. Р., Жук Е. И., Быкова Е. В. Кинетика и термодинамика биологических процессов : (Учеб. пособие по биофизике для студентов вет. и зоотехн. ин-тов и фак.) / Одес. с.-х. ин-т. — Одесса: Б. и., 1971. — 374 с. — 2000 экз.
- Файтельберг-Бланк В. Р., Царев В. А. , Жук Е. И. и др. Радиобиология : Учеб. пособие : (Заоч. обучение) / Одес. с.-х. ин-т. — Одесса: Б. и., 1974. — 325 с. — 1000 экз.

## Литературная деятельность
В 1975 году опубликовал свою первую художественную монографию о физиологе Б. В. Вериго (была переведена на румынский и французский языки). В 1970-е годы вышли его работы об одесском периоде жизни и творчества И. М. Сеченова и его ученика П. А. Спиро, а также о В. К. Стефанском.
В 1998 году издал автобиографическую повесть «Записки сексопатолога (по извилистым путям жизни)», в 2000-е — семь томов криминальных историй под общим названием «Бандитская Одесса».
Публиковал статьи и рассказы в газетах и журналах России и Украины: «Аргументы и факты», «Комсомольская правда», «Совершенно секретно», «Вечерняя Одесса», «Юг», «Криминальное обозрение», «Вестник региона», «Одесские известия», «Милиция России», «Знание — сила», «Перекрёсток», «Порто-франко», «Альянс», «Ночные искушения», «Время Ч», «Чорноморски новини», «Теленеделя», «Фаворит» и др.
Член Союза журналистов Украины. Редактировал медицинскую газету Южного региона Украины «Ваш доктор», газеты «Криминал-экспресс», «Тет-а-тет»; член редколлегий журналов «Шалун» и «Ночные искушения».
На основе произведений В. Р. Файтельберга-Бланка написаны киносценарии, сняты сериалы «Легенды бандитской Одессы» и «Ликвидация».

### Избранные сочинения
- Файтельберг-Бланк В. Р. Бандитская Одесса : Двойное дно. — М.: АСТ-пресс кн., 2002. — 442 с. — (Криминальный боевик). — 25 000 экз. — ISBN 5-7805-0851-8
- Файтельберг-Бланк В. Р. Бандитская Одесса-2; Ночные налетчики. — М.: АСТ-пресс кн., 2002. — 442 с. — (Криминальный боевик). — 25 000 экз. — ISBN 5-7805-0850-X
- Файтельберг-Бланк В. Р. Бандитская Одесса-3. Вне закона. — М.: АСТ-пресс кн., 2002. — 439+6 с. — (Криминальный боевик). — 20 000 экз. — ISBN 5-7805-0918-2
- Файтельберг-Бланк В. Р. Бандитская Одесса-8. Бандиты времен стагнации. — Одесса: Optimum, 2007.[5]
- Файтельберг-Бланк В. Р., Гуска Н. И. Б. Ф. Вериго : (Жизнь и творчество). — Кишинев: Штиинца, 1975. — 184 с. — 1500 экз.

## Награды и признание
- Почётное звание «Почётный гражданин России» (1992) — за излечение от бесплодия более тысячи российских граждан[3].